# Teodor II.
Teodor II., papa od prosinac 897. do godine.